# C6H7N3O
化学式C6H7N3O（摩尔质量：137.15 g/mol）可以指：
- 异烟肼，CAS号：54-85-3
- 烟酰肼，CAS号：553-53-7

|  | 这个同类索引页列出了具有相同分子式的化学物（即同分異構體）条目。 除非您是有意链接至本页，否则应将相应条目的内部链接指向正确的条目。 |